# 정사오추
정사오추(중국어: 鄭少秋, 병음: Zhèng Shàoqiū, 정소추, 본명: 정창스(중국어: 鄭創世, 병음: Zhèng Chuàngshì), 영어: Adam Cheng, 1947년 2월 24일 ~ )는 중화인민공화국 홍콩 특별행정구의 영화배우, 가수, 작사가, 텔레비전 연기자이다.

## 생애
중화민국 톈진에서 출생하였으며 지난날 한때 중화인민공화국 광둥성 광저우시 판위 구를 거쳐 중화인민공화국 광둥성 장먼 타이산에서 잠시 유년기를 보낸 적이 있으며 그 후 1951년 홍콩으로 이주하여 홍콩에서 성장하였다.
그의 원적지는 중화인민공화국 광둥성 광저우시 판위 구이며 그의 외가친척들이 거주하였던 본적지는 중화인민공화국 광둥성 장먼 시 타이산 현이다. 그의 아버지는 홍콩에서 대학 교수를 지내었다.
신장은 182cm이고 체중은 74kg인 그는 1967년 영화 《성보라포정(聖保羅砲艇)》으로 영화배우 첫 데뷔하였고 1971년 가수로도 데뷔하였으며 이어 같은 해부터 텔레비전 드라마에도 출연하기 시작하였다.
1976년, TVB에서 방영한 진융(金庸)의 무협을 각색한 《서검은구록》에서 진가락, 건륭제，복강안 등 1인 3역을 소화하여 호평을 받았고, 1978년에는 마찬가지로 진융(김용)의 원작인 《의천도룡기》에서 주연 장무기 역을 완벽히 소화하여 원작자인 진융의 극찬을 받기도 하였다.
1979년에는 불멸의 히트작인 구룽 원작의 《초류향》에서 주연 초류향역을 맡아 공전의 히트를 이루었고 1982년 중화민국 타이완에서 방영되어 70%라는 경이적인 시청률을 기록하였다.
1982년 중화인민공화국 본토에 이어 1984년에는 중화민국 타이완에 스카우트되어 《초류향》의 후편격인 《초류향신전》을 찍어 최고의 시청률을 기록하였고, 우리나라에도 비디오로 수입되어 무협 시리즈의 신기원을 이룩하였다.

## 출연작

### 영화
- 1993 방세옥
- 1994 취권3

### 드라마
- 초류향전기
- 희설건륭(강호풍운록)
- 초한교웅
- 서검은구록
- 신상해탄
- 천지남아
- 장야

## 디스코그래피
| 연도 | 앨범명                                 |
| 1971 | 《愛人結婚了》                         |
| 1972 | 《紫色的戀倩》                         |
| 1972 | 《莫把愛情玩弄(愛人結婚後)》           |
| 1973 | 《煙雨濛濛》                           |
| 1974 | 《秋哥有錢》                           |
| 1974 | 《啼笑夫妻/花旦英教徒弟》 電影原聲大碟 |
| 1975 | 《伴侶》                               |
| 1975 | 《洛神》                               |
| 1975 | 《紫釵記》                             |
| 1976 | 《寶蓮燈》                             |
| 1976 | 《三笑》                               |
| 1976 | 《天涯孤客》                           |
| 1976 | 《書劍恩仇錄》                         |
| 1977 | 《歡樂年年》                           |
| 1977 | 《唐山二兄》                           |
| 1977 | 《江山美人》                           |
| 1977 | 《留住了歡笑》                         |
| 1977 | 《狐蝠》                               |
| 1978 | 《文志群英會〈之〉星光熠熠賀昇平》     |
| 1978 | 《鄭少秋/汪明荃合唱精選》              |
| 1978 | 《陸小鳳》                             |
| 1978 | 《倚天屠龍記》                         |
| 1979 | 《一劍鎮神州》                         |
| 1979 | 《楚留香》                             |

| 연도 | 앨범명                   |
| 1980 | 《輪流傳》               |
| 1981 | 《流氓皇帝》             |
| 1981 | 《烽火飛花]]》           |
| 1981 | 《飛鷹》                 |
| 1982 | 《富貴榮華》             |
| 1983 | 《娛樂群英會〈第三輯〉》 |
| 1983 | 《蜀山》                 |
| 1983 | 《夾心人》               |
| 1984 | 《勁歌鄭少秋》           |
| 1986 | 《有求必應》             |
| 1988 | 《秋意》                 |
| 1989 | 《鄭少秋》               |

| 연도 | 앨범명                                              |
| 1992 | 《鄭少秋精選》                                      |
| 1993 | 《大時代》                                          |
| 1993 | 《陳松齡─我愛上了英雄》                             |
| 1994 | 《山伯臨終》                                        |
| 1994 | 《陳笑風慈善演唱會名曲精選集〈現場錄音92-94特輯〉》 |
| 1995 | 《笑看風雲》                                        |
| 1995 | 《天大地大》                                        |
| 1995 | 《男人四十一頭家》                                  |
| 1995 | 《鄭少秋/汪明荃合唱經典》                           |
| 1996 | 《天地男兒〈新歌精選〉》                            |
| 1996 | 《新上海灘》                                        |
| 1996 | 《舊曲情懷鄭少秋》                                  |
| 1999 | 《最佳友情人》                                      |
| 1999 | 《荃情投入秋意濃》                                  |

| 연도 | 앨범명                       |
| 2001 | 《世紀之選〈新曲 + 精選〉》  |
| 2001 | 《娛樂金禧經典─鄭少秋》      |
| 2001 | 《聊齋新誌》                 |
| 2004 | 《鄭少秋主題曲集》           |
| 2005 | 《2005鄭少秋家傳戶曉演唱會》 |

| 연도 | 앨범명                                   |
| 2010 | 《金曲娛樂真經典演唱會》                 |
| 2011 | 《秋意荃情精選》                         |
| 2011 | 《鄭少秋,汪明荃,喜多郎新紀元2011演唱會》 |
| 2012 | 《鄭少秋金曲精選》                       |
| 2013 | 《顧嘉煇大師經典演唱會》                 |

## 같이 보기
- 쉬사오슝 (같은 세대의 동료 영화배우)